# Benny Baker
Pour les articles homonymes, voir Baker.
Benny Baker (parfois crédité Ben Baker) est un acteur américain, né le 5 mai 1907 à Saint Joseph (Missouri), mort le 20 septembre 1994 à Los Angeles (quartier de Woodland Hills, Californie).

## Biographie
Il entame sa carrière d'acteur au théâtre et joue notamment à Broadway dès 1931, dans cinq comédies musicales et deux pièces, dont la comédie musicale Du Barry Was a Lady sur une musique de Cole Porter (1939-1940, avec Ethel Merman et Bert Lahr) et la pièce La Tempête de William Shakespeare (1945, avec Arnold Moss et Vera Zorina).
Après une seconde pièce en 1946 à Broadway, il y revient une ultime fois dans la comédie musicale No, No, Nanette (en remplacement de Jack Gilford) sur une musique de Vincent Youmans, représentée de 1971 à 1973.
Au cinéma, Benny Baker contribue à soixante-dix-neuf films américains, les dix premiers sortis en 1934, dont sept courts métrages et le long métrage Ce n'est pas un péché de Leo McCarey (avec Mae West et Roger Pryor).
Ultérieurement, mentionnons Les Chevaliers du ciel de Michael Curtiz (1942, avec James Cagney et Dennis Morgan), Les Diables de l'Oklahoma de John H. Auer (1952, avec Barton MacLane et Ben Cooper), le western musical La Kermesse de l'Ouest de Joshua Logan (1969, avec Lee Marvin et Clint Eastwood) et L'Arnaque 2 de Jeremy Kagan (1983, avec Jackie Gleason et Teri Garr).
Son dernier film est un court métrage sorti en 1991, trois ans avant sa mort (en 1994, à 87 ans).
À la télévision, outre trois téléfilms diffusés en 1984, il apparaît dans cinquante-deux séries entre 1952 et 1988, dont Cheyenne (trois épisodes, 1957-1962), Perry Mason (trois épisodes, 1963-1965), Drôles de dames (un épisode, 1977) et La Belle et la Bête (son avant-dernière série, un épisode, 1987).

## Théâtre à Broadway (intégrale)
- 1931 : You Said It (en), comédie musicale, musique d'Harold Arlen, lyrics de Jack Yellen (en), livret de Sid Silvers (en) et Jack Yellen : Fuzzy Shawowsky
- 1939-1940 : Du Barry Was a Lady, comédie musicale, musique et lyrics de Cole Porter, livret d'Herbert Fields et Buddy DeSylva, chorégraphie de Robert Alton, décors et costumes de Raoul Pène Du Bois : Charley / Le Dauphin de France
- 1941-1943 : Let's Face It! (en), comédie musicale, musique et lyrics de Cole Porter, livret de Dorothy et Herbert Fields, chorégraphie de Charles Walters : Frankie Burns
- 1944 : Jackpot (en), comédie musicale, musique de Vernon Duke, lyrics d'Howard Dietz, livret de Guy Bolton, Sidney Sheldon et Ben Roberts : Winkie Cotter
- 1945 : La Tempête (The Tempest), pièce de William Shakespeare : Stephano
- 1946 : The Front Page, pièce de Ben Hecht et Charles McArthur, mise en scène de ce dernier : McCue
- 1971-1973 : No, No, Nanette, comédie musicale, musique de Vincent Youmans, lyrics d'Irving Caesar et Otto Harbach, livret d'Otto Harbach et Frank Mandel, décors et costumes de Raoul Pène Du Bois : Jimmy Smith (remplacement)

## Filmographie partielle

### Cinéma

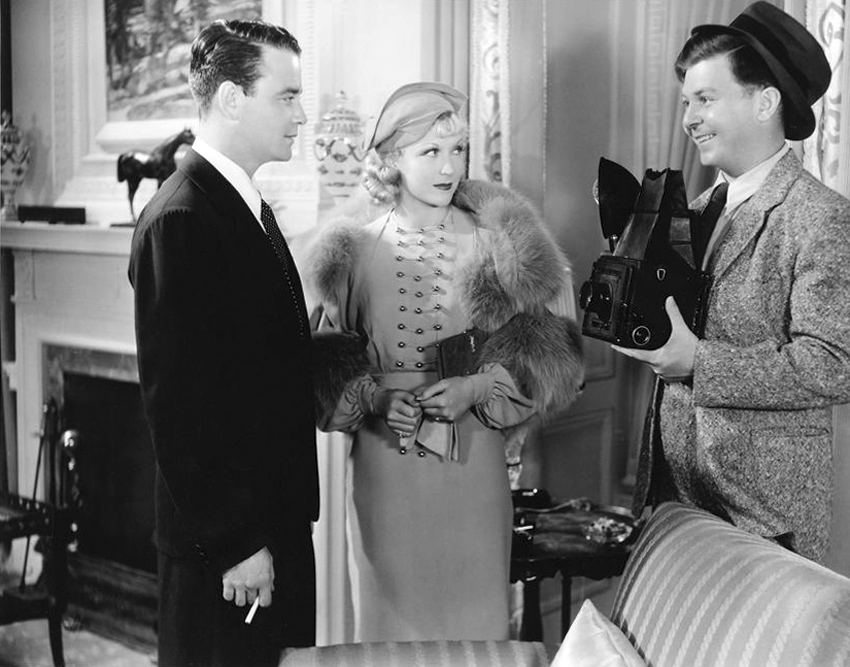
De g. à d. : Lew Ayres, Joyce Compton et Benny Baker, dans Murder with Pictures (1936)

- 1934 : Ce n'est pas un péché (Belle of the Nineties) de Leo McCarey : « Blackie »
- 1935 : Soir de gloire (Annapolis Farewell) d'Alexander Hall : Zimmer
- 1935 : Symphonie burlesque (The Big Broadcast of 1936) de Norman Taurog : Herman
- 1936 : Calibre neuf millimètres (Murder with Pictures) de Charles Barton : Phil Doane
- 1936 : Le Rêve de sa vie (Give Us This Night) d'Alexander Hall : Tomasso
- 1937 : Quitte ou double (en) (Double or Nothing) de Theodore Reed : un marin
- 1937 : Champagne valse (Champagne Waltz) d'A. Edward Sutherland : « Flip »
- 1942 : Les Chevaliers du ciel (Captains of the Clouds) de Michael Curtiz : « Popcorn » Kearns
- 1943 : Le Cabaret des étoiles (Stage Door Canteen) de Frank Borzage : lui-même (caméo)
- 1949 : Vive monsieur le maire (The Inspector General) d'Henry Koster : Telecki
- 1952 : Les requins font la loi (en) (Loan Shark) de Seymour Friedman : Tubby
- 1952 : Les Diables de l'Oklahoma (Thunderbirds) de John H. Auer : le soldat Charles Klassen
- 1957 : Un pigeon qui pige (en) (Public Pigeon No. One) de Norman Z. McLeod : Frankie Frannis
- 1958 : Deux Farfelus au régiment (No Time for Sergeants) de Mervyn LeRoy : le capitaine Jim Able
- 1966 : Quel numéro ce faux numéro ! (Boy, Did I Get a Wrong Number!) de George Marshall : le détective-lieutenant Schwartz
- 1968 : Les Rêves érotiques de Paula Schultz (The Wicked Dreams of Paula Schultz) de George Marshall
- 1969 : La Kermesse de l'Ouest (Paint Your Wagon) de Joshua Logan : Haywood Holbrook
- 1971 : Scandalous John de Robert Butler : Dr Kropak
- 1983 : L'Arnaque 2 (The Sting II) de Jeremy Kagan : Pyle
- 1986 : Monster in the Closet de Bob Dahlin : M. McGinty

### Télévision
(séries, sauf mention contraire)
- 1957 : Maverick

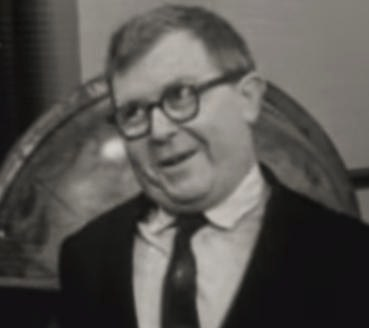
Dans The Red Skelton Show, épisode Clem the Dentist (1958)

  - Saison 1, épisode 2 Point Blank de Budd Boetticher : Mike Brill
- 1957 : Monsieur et Madame détective (The Thin Man)
  - Saison 1, épisode 6 C'est l'idée (That's the Spirit) d'Oscar Rudolph : Curly Bascom
- 1957-1958 : The Red Skelton Show
  - Saison 7, épisode 10 The Round Table (1957 - Sir Lancelot) et épisode 21 Clem the Dentist (1958 - L. G. Heath Jr.)
- 1957-1962 : Cheyenne
  - Saison 2, épisode 16 The Brand (1957) de Thomas Carr : Tulliver
  - Saison 7, épisode 9 The Vanishing Breed (1962 - « Doc » Johnson) de Robert Sparr et épisode 10 Vengeance Is Mine (1962 - le barbier) de Robert Sparr
- 1958 : Sugarfoot
  - Saison 1, épisode 16 Guns for Big Bear de Franklin Adreon : Irving
- 1958 : Alfred Hitchcock présente (Alfred Hitchcock Presents)
  - Saison 3, épisode 31 The Festive Season d'Arthur Hiller : Al, le barman
- 1962-1963 : 77 Sunset Strip
  - Saison 5, épisode 7 Wolf! Cried the Blonde (1962 - le photographe) de Robert Douglas, épisode 8 The Dark Wood (1962 - Fred Webber) de Richard C. Sarafian et épisode 28 Walk Among Tigers (1963 - Maxie Tuttle) de Robert Sparr
- 1963-1965 : Perry Mason, première série
  - Saison 7, épisode 2 The Case of the Shifty Shoebox (1963) d'Arthur Marks : John Flickinger « Oncle Flick »
  - Saison 8, épisode 26 The Case of the Gambling Lady (1965) de Richard Donner : Jerome Bentley
  - Saison 9, épisode 6 The Case of the Carefree Coronary (1965) de Jesse Hibbs : Jerry Ormond
- 1967 : Brigade criminelle (Felony Squad)
  - Saison 2, épisode 5 The Death Bag : le chauffeur de taxi
- 1970 : L'Homme de fer (Ironside)
  - Saison 4, épisode 8 Échec et Meurtre, 2e partie (Check Mate and Murder, Part II) de David Lowell Rich : le guichetier
- 1977 : Drôles de dames (Charlie's Angels)
  - Saison 1, épisode 20 Bal dans la nuit (Dancing in the Dark) de Cliff Bole : Murphy Myrphy
- 1978 : La croisière s'amuse (The Love Boat), première série
  - Saison 1, épisode 18 Le Gros Lot (Last of the Stubings/Million Dollar Man/The Sisters) de Jack Arnold : le grand-père « Jack Daniels »
- 1978 : Kojak, première série
  - Saison 5, épisode 19 Que le cheval soit avec nous (May the Horse Be with You) de Charles S. Dubin : Danny Fogarty
- 1981 : Laverne and Shirley
  - Saison 6, épisode 13 I Do, I Do : le révérend Ernie
- 1983 : Cagney et Lacey (Cagney & Lacey)
  - Saison 2, épisode 17 Burn Out de Don Weis : Wally
- 1984 : The Jerk, Too (en), téléfilm de Michael Schultz : « Pop »
- 1987 : La Belle et la Bête (Beauty and the Beast)
  - Saison 1, épisode 3 État de siège (Siege) de Paul Lynch : Herman
- 1988 : Loin de ce monde (Out of This World)
  - Saison 1, épisode 23 The Three Faces of Evie : le vieil homme